# Конрад фон Дорщат
Конрад фон Дорщат (на немски: Konrad von Dorstadt; * 1232; † 27 август 1269) е благородник от род фон Дорщат в района на Волфенбютел в Долна Саксония.
Той е син на Айлберт фон Дорщат († сл. 1195) или на Бернхард I фон Дорщат († сл. 1245) и съпругата му Аделхайд фон дем Дике, дъщеря на Конрад I фон дем Дике. Внук е на Арнолд фон Дорщат († 1189) и Бия фон Вьолпе († сл. 1193), вдовица на Вернер фон Хаген († сл. 1146), сестра на граф Бернхард I фон Вьолпе († сл. 1185), дъщеря на Айлберт фон Вьолпе († сл. 1167) и Аделхайд фон Васел († 1133/1136). Племенник е на Аделог фон Дорщат († 1190), епископ на Хилдесхайм (1171 – 1190).
Брат е на Лукард фон Дорщат († 1274), омъжена пр. 1236 г. за Херман фон Верберг († сл. 1256), Аделхайд († сл. 1235), омъжена за Йохан фон Далем († сл. 1235), Бия († 1266), омъжена за Лутхард IV фон Майнерзен 'Млади' († 1267/1270), и на още една сестра, омъжена за Конрад II фон дем Дике († сл. 1267).
Господарите фон Дорщат подаряват 1189 г. августинския женски манастир Дорщат „Цум хайлиген Кройц“, който е осветен от роднината Аделог фон Дорщат († 1190), епископът на Хилдесхайм (1171 – 1190). Родът се нарича също „господари и графове фон Шладен“.

## Фамилия
Конрад фон Дорщат се жени за Гертруд фон Амерслебен († 1262), дъщеря на Валтер фон Амерслебен († сл. 1239) и на Друткиндис (Гертруд). Те имат шест сина и една дъщеря:
- Бернхард, домхер в Хилдесхайм
- Фридрих фон Дорщат 'Млади' († сл. 1306), рицар (1291), женен за Мехтилд фон Щернберг († сл. 1316), дъщеря на граф Хойер I фон Щернберг († сл. 1299) и Агнес фон Липе († сл. 1307); имат четири сина и една дъщеря
- Валтер фон Дорщат († сл. 1322), женен за фон Волденберг, сестра на Хайнрих фон Волденберг (* пр. 1267; † 13 юли 1318 в Авиньон), епископ на Хилдесхайм (1310 – 1318), дъщеря на граф Буркард II фон Вьолтингероде-Волденберг († 13 май 1273) и фон Арнщайн-Барби; имат един син, четири дъщери и незаконен син
- Конрад († 29/30 ноември 1282/1284), архдякон в Атцум, приор в Оелсбург
- Арнолд († сл. 1285), домхер в Магдебург
- Зигфрид († сл. 1291), в Свещен орден
- Лукарда фон Дорщат († сл. 1273/ок. 1290), омъжена пр. 17 септември 1273 г. за Бурхард VII фон Кверфурт, бургграф на Магдебург († сл. 1306)